# Dolores O'Riordan
Dolores Mary Eileen O'Riordan (Ballybricken, Irlanda, 6 de septiembre de 1971-Londres, 15 de enero de 2018) fue una cantante y compositora irlandesa. Fue conocida mundialmente por ser la vocalista principal y letrista de la banda de rock alternativoirlandesa The Cranberries. O'Riordan tenía una de las voces más reconocibles del rock en la década de 1990. Fue reconocida por su voz melodiosa de mezzosoprano, su característico yodel, el uso enfatizado de lamentos y su fuerte acento de Limerick.
O'Riordan nació en el condado de Limerick, Irlanda, en el seno de una familia católica de clase trabajadora. Comenzó a actuar como solista en el coro de su iglesia antes de dejar la escuela secundaria para unirse a The Cranberries en 1990. Reconocida por su voz «única», rápidamente alcanzó fama mundial. Durante su vida, lanzó siete álbumes de estudio con The Cranberries, incluidos cuatro álbumes número uno. A lo largo de los años, contribuyó al lanzamiento de Everybody Else Is Doing It, So Why Can't We? (1993), No Need to Argue (1994), To the Faithful Departed (1996), Bury the Hatchet (1999) y Wake Up and Smell the Coffee (2001) antes de hacer una pausa de seis años a partir de 2003.
El primer álbum en solitario de O'Riordan, Are You Listening?, fue lanzado en mayo de 2007 y fue seguido por No Baggage en agosto de 2009. Se reunió con The Cranberries ese mismo año. La banda lanzó Roses (2012) y realizó una gira mundial. Apareció como jueza en The Voice of Ireland de RTÉ durante la temporada 2013-14. En abril de 2014, O'Riordan se unió y comenzó a grabar nuevo material con el trío D.A.R.K. A lo largo de su vida, tuvo que superar desafíos personales. O'Riordan luchó contra la depresión y la presión de su propio éxito, y le diagnosticaron trastorno bipolar en 2015. Posteriormente, lanzó su último álbum con el grupo, Something Else (2017).
O'Riordan murió ahogada debido a una intoxicación por alcohol en enero de 2018. Al año siguiente, los Cranberries lanzaron el álbum nominado al Grammy In the End (2019), con sus últimas grabaciones vocales, y posteriormente se disolvieron. Con The Cranberries, O'Riordan vendió más de 40 millones de álbumes en todo el mundo durante su vida; ese total aumentó a casi 50 millones de álbumes en todo el mundo a partir de 2019, excluyendo sus álbumes en solitario. En los EE. UU., la Recording Industry Association of America (RIAA) le otorgó catorce certificaciones de álbumes de platino, y en Canadá, diez certificaciones de platino. En el Reino Unido, recibió cinco certificaciones Platino. Fue honrada con la Ivor Novello International Achievement Award y, en los meses posteriores a su muerte, fue nombrada «La mejor artista femenina de todos los tiempos» en la lista Alternative Airplay de Billboard.

## Primeros años
Dolores Mary Eileen O'Riordan nació el 6 de septiembre de 1971 en Ballybricken, condado de Limerick, la menor de nueve hijos, dos de los cuales murieron en la infancia. Su padre, Terence Patrick «Terry» O'Riordan (1937-2011), trabajó como peón agrícola hasta que un accidente de motocicleta en 1968 le dejó daño cerebral. Su madre, Eileen (de soltera Greensmith), era proveedora de alimentos en la escuela. O'Riordan se crio en una devota familia católica, y fue nombrada por su madre en referencia a la Nuestra Señora de los Dolores. Creció en la vecina Archdiocese of Cashel and Emly.
O'Riordan estaba cantando antes de que pudiera hablar. Cuando tenía cinco años, el director de su escuela la llevó a la sexta clase, la sentó en el escritorio del maestro y le dijo que cantara para los alumnos de doce años de la clase. Comenzó con la música tradicional irlandesa y tocando el silbato de hojalata irlandés cuando iba a la escuela. Cuando tenía siete años, su hermana incendió accidentalmente la casa; la comunidad rural pudo recaudar fondos para comprar una nueva casa para la familia. Las experiencias formativas de O'Riordan fueron como solista litúrgico en el coro de una iglesia local y como cantante en la escuela. Desde los ocho años fue abusada sexualmente durante cuatro años por una persona en quien confiaba. A la edad de diez años, cantaba en pubs locales donde la llevaban sus tíos.
O'Riordan asistió a la escuela Laurel Hill Coláiste FCJ en Limerick. La directora de la escuela Aedín Ní Bhriain dijo en el Limerick Post sobre el primer día de O'Riordan en Laurel Hill Coláiste a la edad de doce años que se paró frente a sus compañeros y anunció: «mi nombre es Dolores O'Riordan y voy a ser una estrella de rock», luego se paró en su silla y cantó «Tra la la la la, Triangles». Según su amiga de la escuela Catherina Egan, ella era «bulliciosa, salvaje, pero encantadora». Regularmente tocaba las cucharas y el bodhrán. A la edad de doce años, O'Riordan comenzó a tomar lecciones de piano y, más tarde, obtuvo el grado 4 en práctica y el grado 8 en teoría. Se sentaba todos los días al piano en el salón principal para tocar, luego sus compañeros de clase se sentaban a su alrededor después de almorzar para escucharla cantar. A los diecisiete años, aprendió a tocar la guitarra y realizó un concierto como solista en la escuela secundaria Laurel Hill Coláiste. Ese mismo año conoció a su primer novio, Mike O'Mahoney.
Describió tener una estricta rutina diaria durante su adolescencia que consistía en ir a clases de piano, ir a la iglesia y hacer la tarea. O'Riordan admitió más tarde que había descuidado sus lecciones escolares a favor de escribir música y canciones, aunque en la escuela se convirtió en directora. La exdirectora Anne Mordan dijo en Nova sobre O'Riordan que era una «estudiante encantadora, sencilla y sensible, que disfrutaba su tiempo con nosotros»; la describió como «una niña brillante, amable y de buen humor, que amaba a su familia, a sus amigos y tenía una relación fácil con todos sus maestros, tanto laicos como hermanas FCJ». Durante sus seis años en Laurel Hill Coláiste, O'Riordan ganó el concurso de canto de Slógadh casi todos los años, en varios eventos locales y culminó en concursos nacionales de canto. En total ganó 20 medallas Slógadh.
Alrededor de este tiempo, O'Riordan dividió el resto de su horario entre ayudar a su madre, aprender a tocar el acordeón con su padre y trabajar a tiempo parcial en tiendas de ropa. Su madre, a quien «adoraba», la animó a considerar convertirse en monja u obtener un título universitario y convertirse en maestra de música; en cambio, se escapó de casa a los dieciocho años y vivió un par de años con su novio. En una entrevista con VOX Magazine, O'Riordan aclaró sus motivos para irse de casa: «A los 18 años me fui de casa porque quería cantar. Mis padres querían que fuera a la universidad y cosas así. Fui muy pobre durante un año y medio; recuerdo que en realidad tenía hambre como si me fuera a morir por una bolsa de papas fritas. Fue entonces cuando me uní a los Cranberries».

### The Cranberries
Dolores entró a formar parte de The Cranberries en 1990, en sustitución del vocalista Niall Quinn. Pronto pasó a entrar en la parte creativa de la banda al componer canciones junto a Noel Hogan, guitarrista de la banda.
El grupo se hizo mundialmente conocido con «Zombie», una canción que denunciaba la situación en Irlanda del Norte, región del Reino Unido que ha sufrido enfrentamientos armados entre católicos y protestantes durante décadas. Posteriormente conseguirían otros grandes éxitos con canciones como «Ode to My Family», «When You're Gone», «I Can't Be With You», «Salvation», «Free to Decide», «Promises», «Animal Instinct» y «Just My Imagination», y varias más que fueron grandes éxitos; pero sus primeros pasos los dieron con «Dreams» y «Linger», clásicos de la música en inglés.
Dolores O'Riordan comenzó su carrera con grandes enfrentamientos con la prensa sensacionalista británica, que la maltrató durante varios años, especialmente en 1996, cuando se dijo que Dolores sufría de anorexia. Tuvo una fractura en la rótula que la obligó a suspender el Free To Decide World Tour. La situación se resolvió cuando en 1999 publicó el disco Bury the Hatchet ( "Entierra el hacha de guerra", modismo inglés que significa "hacer las paces"), título que dejaba bien claro su intención de partir desde cero.
Sus canciones son muy autobiográficas. Uno de sus mayores momentos de fama lo tuvo cuando interpretó el «Ave María» de Schubert, con Luciano Pavarotti, en el concierto Pavarotti & Friends: Together for the children of Bosnia (1995), canción que posteriormente formaría parte de la banda sonora de la película La Pasión de Cristo (2004). En este concierto también cantó «Linger», junto a Simon Le Bon, del grupo Duran Duran, y el tema «Nessun dorma!» con todos los artistas, al final del concierto.
Después de casi siete años de inactividad, el grupo The Cranberries se reunió para hacer una gira mundial que comenzó en diciembre de 2009 y que finalizó en noviembre de 2010. Esta gira llevó a la banda por tercera vez a Iberoamérica. Entre los países visitados estuvieron Argentina, Chile, Perú, Ecuador, Venezuela, México y Brasil.

### Carrera en solitario
Dolores firmó contrato con la compañía discográfica independiente Sanctuary Records, y lanzó su disco como solista en mayo de 2007. El álbum lleva por nombre Are You Listening? Según las palabras de Dolores, el disco «es completamente diferente a The Cranberries. No habría escrito algo tan oscuro y personal como esto con los chicos».
Dolores O'Riordan debió cancelar siete presentaciones debido a una enfermedad, terminando anticipadamente la gira, que incluyó Asia, Europa y América (por primera vez visitó Sudamérica), sumando casi cincuenta presentaciones. El recibimiento de los hispanohablantes fue muy grato para ella, declara Dolores: «Tengo muchos recuerdos agradables [...]. He prometido volver el próximo año a Sudamérica, a lugares como Argentina, Chile, Brasil, Perú... Me han dejado totalmente asombrada. Lamento mucho no haber venido antes con mis compañeros de siempre, The Cranberries».
En junio de 2007, Sanctuary Records fue adquirida por Universal Music Group. Por ello, la promoción del segundo sencillo, «When we Were Young» de Are You Listening? se suspendió, aun cuando ya se había grabado el videoclip. Según Don Burton, no habían podido comunicarse con los representantes de Universal para intentar llegar a un arreglo.
Cabe destacar su participación en la película Click: en la escena del casamiento del hijo de Adam Sandler en la película, Sandler y Kate Beckinsale bailan su canción de amor, «Linger», cantada por una banda y de vocalista, Dolores.
En agosto de 2009, O'Riordan publicó su segundo álbum como solista, titulado No Baggage, y su primer sencillo se tituló «The Journey». Este nuevo álbum supuso una nueva inmersión en sus vivencias personales, con sonidos experimentales y con temas muy intimistas. Este mismo año se une con Andy Rouke y Ole Koretsky para sacar a la luz canciones con la banda D.A.R.K.

### Regreso de The Cranberries
Un día después de la publicación de No Baggage, en una entrevista radiofónica, la cantante anunció el regreso de The Cranberries después de seis años y medio de inactividad. En la entrevista explicó que en el mes de noviembre empezaría la gira mundial en Estados Unidos y Europa. También se anunció un nuevo disco de la banda, titulado Roses, que se grabaría en los meses de abril y mayo de 2011, para ser lanzado finalmente en febrero de 2012.
Sin embargo, en esta etapa el grupo se encontró con muchos problemas. En octubre de 2013 se dio a conocer la noticia que Dolores O'Riordan emprendía acciones legales contra su compañero Noel Hogan, coautor de la mayoría de canciones de la banda. No obstante, el caso fue archivado en julio de 2015 y el motivo no fue divulgado.
En abril de 2017 el grupo lanzó un nuevo disco, Something Else, consistente en versiones acústicas de los éxitos del grupo además de tres canciones nuevas. En adelante, siguieron trabajando en la grabación de un nuevo álbum, tarea que se interrumpió debido a la inesperada muerte de la cantante en enero de 2018.
En enero de 2019, un año después de la muerte de Dolores, los demás componentes de The Cranberries anunciaron el lanzamiento de un nuevo y último sencillo, All Over Now, la última canción que Dolores escribió y alcanzó a grabar en vida. Sin embargo, disponían de material suficiente procedente de las sesiones de grabación como para dar forma a un nuevo disco. De hecho, contaban con la parte vocal de 11 temas. Después de consultar con la familia de Dolores, decidieron terminar y publicar el álbum como tributo a la cantante. Vio así la luz In the End el 26 de abril de 2019, disco póstumo de la banda que, una vez finalizado su trabajo, se disolvió.

## Vida personal

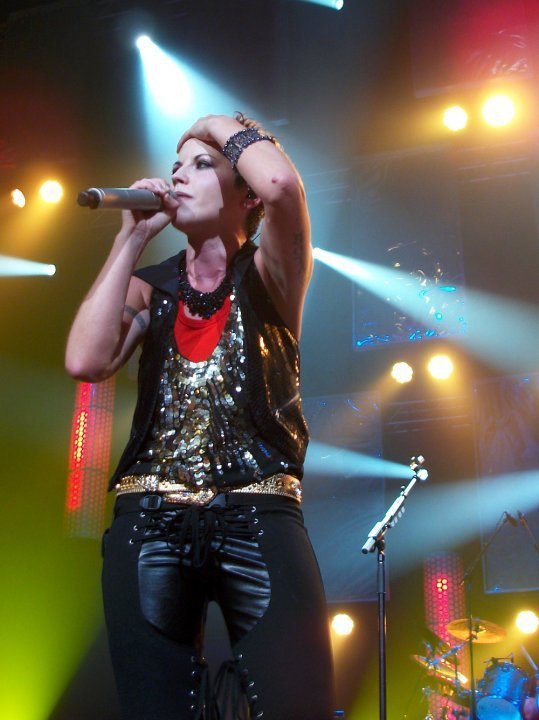
Dolores O'Riordan en 2010

El 18 de julio de 1994 se casó con Don Burton, exrepresentante artístico de la gira de Duran Duran, en la Abadía de la Santa Cruz en Tipperary. Su primer hijo, Taylor Baxter, nació el 23 de noviembre de 1997, durante el descanso entre los álbumes To the Faithful Departed y Bury the Hatchet. Molly Leigh nació el 27 de enero de 2001 y Dakota Rain el 10 de abril de 2005.
En 1998, la pareja compró una granja de 61 hectáreas llamada Riversfield Stud, localizada en Kilmallock, condado de Limerick, y la vendió en 2004. Luego se mudaron a Howth, en el condado de Dublín, y pasaban los veranos en una cabaña de madera situada en Buckhorn (Ontario, Canadá), que había sido comprada en 1994. En 2009, se mudarían por completo a su hogar en Buckhorn.
El 25 de noviembre de 2011, el padre de O'Riordan, Terence, murió en su casa de Limerick después de seis años de lucha contra el cáncer. Según O'Riordan, se mantuvo para celebrar su 50 aniversario de bodas el 14 de noviembre.
En agosto de 2013 volvió a vivir en Irlanda. Ella y Burton terminaron su matrimonio a finales de 2014 después de 20 años. Luego se divorciaron.
O'Riordan fue criada como católica. Guardó vestigios de su fe en su vida adulta, afirmando que había dejado cicatrices, que estaba «incrustada». Su madre es una católica devota que eligió el nombre de su hija en referencia a la Virgen de los Dolores.
O'Riordan era también una gran admiradora del papa Juan Pablo II. Ella lo había visto durante su visita a Irlanda cuando tenía ocho años y cuando fue invitada a cantar para él en el Vaticano en 2001, lo que describió como el momento más gratificante de su vida. «Me alegré de ver el interior del Vaticano», dijo. «Pero lo mejor fue llevar a mi madre a conocer al Papa. Se quedó boquiabierta. Era encantador, muy santo. Pensé que realmente se preocupaba por los pobres y estaba loca por él».
También actuó para el Papa Francisco en 2013 en el concierto anual de Navidad del Vaticano y le dijo que si no hubiera tenido una vida como cantante se habría convertido en misionera.
Se había declarado también como provida, diciendo: «No estoy en posición de juzgar a otras mujeres, ¿sabes?, pero quiero decir ¿por qué se embarazan? No es nada bueno para las mujeres pasar por todo el procedimiento del aborto y hacer que algo vivo dentro de sus cuerpos sea succionado. Desvaloriza a las mujeres, a pesar de que algunas digan “no me importa hacerlo”. Cada vez que una mujer tiene un aborto, aplasta su autoestima, haciéndola más, más y más pequeña».
En noviembre de 2014, fue arrestada y acusada en relación por rabia aérea en un vuelo de Aer Lingus de Nueva York a Shannon. Durante el vuelo se volvió verbal y físicamente abusiva con la tripulación. Cuando la policía la arrestó después de aterrizar, se resistió, recordándoles que sus impuestos pagaban su salario y gritando «¡Soy la reina de Limerick! ¡Soy un icono!», golpeando a un oficial de la Garda y escupiendo a otro. Más tarde les dijo a los medios de comunicación que había estado tensa por vivir en hoteles de Nueva York después del final de su matrimonio de 20 años. La juez que se ocupó de su caso accedió a desestimar todos los cargos si se disculpaba por escrito ante los agraviados y contribuía con 6000 euros a la caja de limosnas del tribunal.
En mayo de 2017, habló públicamente sobre su trastorno bipolar, el cual le había sido diagnosticado dos años antes. Ese mismo mes, The Cranberries mencionó sus problemas de espalda como la razón para cancelar la segunda parte de la gira europea del grupo. A finales de 2017, O'Riordan dijo que se estaba recuperando y se presentó en un evento privado.

## Fallecimiento
El 15 de enero de 2018, con 46 años, la artista falleció de forma repentina en Londres, donde se hallaba realizando sesiones de grabación para una nueva versión de Zombie con la banda estadounidense de metal Bad Wolves. El lugar de su deceso fue en el hotel London Hilton on Park Lane, ubicado en el barrio Mayfair al occidente de Londres. La causa de su muerte no se hizo pública inmediatamente, aunque la Policía Metropolitana de Londres dijo que por el momento no se consideraba sospechosa. Los resultados de la autopsia se darían a conocer en abril, por el momento no se harían públicos y solo se compartirían con la familia. La investigación fue cancelada inesperadamente en esa fecha y reprogramada para el 6 de septiembre, día en que se anunció que su fallecimiento se debió a un accidente por ahogamiento en la bañera al haber ingerido una gran cantidad de alcohol previamente.
El presidente irlandés Michael D. Higgins fue de los primeros en rendirle homenaje. Pronto empezaron a surgir tributos del mundo de la música, entre otros, los de Dave Davies (de The Kinks), Hozier, Ciro Pertusi, Kodaline, The Corrs o Bono (de U2) junto a Johnny Depp. El Taoiseach de Irlanda, Leo Varadkar, así como el presidente polaco Andrzej Duda también le rindieron homenaje. Posteriormente, los Avett Brothers grabaron un cover de la canción "Linger". El 28 de enero, un coro infantil de Nueva York cantó la canción "Dreams" en memoria de O'Riordan.
Entre los planes para su funeral estuvo un servicio religioso reservado para su familia y sus amigos más cercanos. Un acto de tres días con O'Riordan en cámara ardiente en un ataúd abierto se realizó del 20 al 22 de enero en la iglesia de San José en su pueblo natal, donde se escucharon sus canciones, mientras que fotografías de la cantante en los escenarios, y una con el papa Juan Pablo II, fueron ubicadas en las paredes.
El 23 de enero fue enterrada después de una misa en la iglesia católica de Saint Ailbe, en Ballybricken, condado de Limerick; comenzó con la canción Ave María, cantada por O'Riordan y Luciano Pavarotti. Al final del servicio se escuchó la canción de The Cranberries «When You're Gone». Entre los asistentes a su entierro estaban su madre, Eileen, sus tres hijos, Taylor, Molly y Dakota, y el padre de éstos, el exmarido de O'Riordan, Don Burton; su hermana, Angela, y sus hermanos Terence, Brendan, Donald, Joseph y PJ; los tres miembros restantes de The Cranberries, Noel Hogan, Mike Hogan y Fergal Lawler; el exjugador de rugby Ronan O'Gara, y su novio Olé Koretsky. Dolores fue enterrada junto a su padre en Friarstown, condado de Limerick.

## Discografía

### The Cranberries
Álbumes
- Everybody Else Is Doing It, So Why Can't We? (1992)
- No Need To Argue (1994)
- To The Faithful Departed (1996)
- Bury The Hatchet (1999)
- Wake Up And Smell The Coffee (2001)
- Roses (2012)
- Something Else (2017)
- In the End (póstumo) (2019)

### En solitario
Álbumes
- 2007: Are You Listening?
- 2009: No Baggage

Sencillos
- 2004 Pure Love (con Zucchero)
- 2007 Ordinary Day
- 2007 When We Were Young
- 2009 The Journey
- 2009 Switch Off the Moment